# 米山明広
米山 明広（よねやま あきひろ、1965年（昭和40年）9月18日 - ）は、日本の銀行家。スルガ銀行代表取締役社長を務めた。

## 来歴・人物
静岡県出身。明治大学工学部卒業後、駿河銀行（現：スルガ銀行）に入行。
IT部門、海外支店、経営企画部門、審査部門など幅広く歩み、2009年にIT部門トップに立つと、難しいとされたシステムの全面更改などを実現させ、IBMとの訴訟合戦に於いても全面勝訴に導いた。
2016年に、取締役選任と同時に17人抜きでのトップ就任を果した。50歳での社長就任は前任者から21歳の若返りで、当時の地方銀行業界で最若手経営者であり、5代続けてトップを務めてきた創業者一族の岡野家以外からの初の経営トップである。2018年9月7日、シェアハウスオーナーへの融資に端を発する不正融資問題の調査において、第三者委員会の報告書にて責任を指摘されたことを受けて、代表取締役社長を引責辞任した。

## 略歴
- 1989年（平成元年） - 明治大学工学部卒業後、駿河銀行（現スルガ銀行）入社。
- 2002年（平成14年） - 審査部企画管理部長。
- 2004年（平成16年） - 沼津セントラル支店長。
- 2005年（平成17年） - 横浜戸塚支店長。
- 2007年（平成19年） - 品質サポート部担当部長。
- 2009年（平成21年） - システム部システム企画 企画グループ長。
- 2014年（平成26年） - システム部企画グループ部長。
- 2015年（平成27年） - 執行役員システム部長。
- 2016年（平成28年） - 代表取締役社長。
- 2018年（平成30年） - 代表取締役社長を引責辞任。